# Insulele Virgine Americane
Insulele Virgine Americane reprezintă un grup de insule în Marea Caraibelor care aparține Statelor Unite ale Americii. Geografic, insulele aparțin de Insulele Virgine și sunt compuse din 4 insule principale și mai multe insule mici.
Suprafața totală este de 346,3 km pătrați iar populația era de 108.612 locuitori (2000).

## Istorie
Insulele Virgine și-au primit numele în 1493 de la Cristofor Columb. Populația inițială era formată de triburile ciboney, caribian și aravac.
În 1754 insulele au devenit colonie daneză. În 1917 Statele Unite au pus stăpînire pe insule, cumpărîndu-le de la Danemarca cu 25 milioane dolari, iar insulele au fost denumite „Insulele Virgine Americane”.
În 1927 locuitorilor li s-a oferit cetățenia americană.